# 回魂
回魂（或還魂）指的是人死後若干日，魂魄回返家門探望，術數界謂「出殃」、「回殃」、「回煞」或「歸煞」，民間俗謂「回魂夜」或「還魂夜」。中國古代的陰陽家相信，魂魄回返家門時會有「凶煞」（民俗謂牛頭馬面〔凶神〕、黑白無常〔煞神〕）隨行，生人必須迴避，以免犯沖。

## 演算
中華文明的哲學主張陰陽對立互補的觀念，人身乃至萬物皆有魂魄，魂氣（精神）屬陽歸於天，謂之神；形魄（骨骸）屬陰歸於地，謂之鬼。
道家謂「人有三魂七魄」，死後魂魄即刻離身，魂氣上昇歸天，形魄下降歸地，下降的深淺由一丈八尺至九尺不等。形魄降落之後便會上昇，每日昇高一尺，昇至地面即是回魂之期；於是，陰陽家取得亡人死時的日柱干支，可以演算出死者的魂高、回魂日子、時間和方位，推算結果寫於「殃榜」或「喪榜」。

### 魂高、回魂日期
人死後的形魄下降歸地，深淺由一丈八尺至九尺不等，稱為「魂高」。民間傳言「魂頭越高越好」，事實是「魂高」並非指靈魂的身高或昇天的高度，而是指形魄入地的深度。它是用死者身亡時的八字日柱天干、地支來演算，並無有好壞之區別，公式如右：
舉例說明
某君卒於甲子日，魂高是九尺（天干甲日）加九尺（地支子日），合計魂高一丈八尺；形魄下降以後，每日向上昇高一尺，直至回到地面（回魂），也就是死後第十八天回魂。

### 時辰
| 六甲旬干支 | 六甲旬干支 | 六甲旬干支 | 六甲旬干支 | 六甲旬干支 | 六甲旬干支 | 六甲旬干支 | 六甲旬干支 | 六甲旬干支 | 六甲旬干支 | 空亡   |
| ---------- | ---------- | ---------- | ---------- | ---------- | ---------- | ---------- | ---------- | ---------- | ---------- | ------ |
| 甲子       | 乙丑       | 丙寅       | 丁卯       | 戊辰       | 己巳       | 庚午       | 辛未       | 壬申       | 癸酉       | 戌、亥 |
| 甲戌       | 乙亥       | 丙子       | 丁丑       | 戊寅       | 己卯       | 庚辰       | 辛巳       | 壬午       | 癸未       | 申、酉 |
| 甲申       | 乙酉       | 丙戌       | 丁亥       | 戊子       | 己丑       | 庚寅       | 辛卯       | 壬辰       | 癸巳       | 午、未 |
| 甲午       | 乙未       | 丙申       | 丁酉       | 戊戌       | 己亥       | 庚子       | 辛丑       | 壬寅       | 癸卯       | 辰、巳 |
| 甲辰       | 乙巳       | 丙午       | 丁未       | 戊申       | 己酉       | 庚戌       | 辛亥       | 壬子       | 癸丑       | 寅、卯 |
| 甲寅       | 乙卯       | 丙辰       | 丁巳       | 戊午       | 己未       | 庚申       | 辛酉       | 壬戌       | 癸亥       | 子、丑 |

回魂時辰涉及另一個術數概念——空亡，所謂「空亡」可以解作虛無、沒有、不實、消失、滅亡等之意義。
總的來說，天干10數、地支12數相配對，每一個甲旬（10數）有餘下的地支即是「空亡」。這樣得出的兩個地支就是回魂時辰，前一個時辰是回魂歸來的時間、後一個時辰是回魂歸去的時間。
舉例說明
同前例子，某君卒於甲子日，空亡位於戌、亥二時，可得知回魂從戌時（晚上7時）來、從亥時（晚上10時）去。
| 時辰 | 子時 夜半 | 丑時 雞鳴 | 寅時 平旦 | 卯時 日出 | 辰時 食時 | 巳時 隅中 | 午時 日中 | 未時 日昳 | 申時 晡時 | 酉時 日入 | 戌時 黃昏 | 亥時 入定 |
| ---- | --------- | --------- | --------- | --------- | --------- | --------- | --------- | --------- | --------- | --------- | --------- | --------- |
| 初時 | 2300      | 0100      | 0300      | 0500      | 0700      | 0900      | 1100      | 1300      | 1500      | 1700      | 1900      | 2100      |
| 正時 | 0000      | 0200      | 0400      | 0600      | 0800      | 1000      | 1200      | 1400      | 1600      | 1800      | 2000      | 2200      |

### 方位
回魂方位一樣是由空亡來推算，十二地支對應方位。
舉例說明
同前例子，某君卒於甲子日，空亡位於戌、亥方位，可得知回魂從西北方來、從西北方去。

## 頭七和回魂夜
佛教認為人死後會進入「中陰身」的境界，渾渾噩噩、迷糊不知死亡的真相，神識到死後第七天覺醒，回到家中才發覺自己已經死亡；如此每隔七天覺醒一次，直到七七四十九天後前往投胎轉世，家屬可以每隔七天為亡者辦法事，謂之「做七」。
因此，民間傳言有云「頭七是回魂夜，當夜子時，陰差鬼兵將護送亡魂，返還陽間家中」； 然而對中國傳統陰陽家來說，「頭七」表示先人已經正式「開喪」，可以領受後人的香火拜祭，同「回魂」並不是一回事。

## 祭品和其他事項
回魂夜可以用香燭、三牲和祭品在家拜祭，也可以準備死者生前愛吃的食物，讓亡魂可以回來享用；也有一些親屬會在屋內的四周撒上爐灰、炭灰或草灰，用來測知亡魂回來的足跡。 親屬祭祀完畢後，要立即返回房內休息，無論有任何風吹草動，都不可走出房門察看，一來則以表示對亡魂的尊重，二來則不欲亡魂目睹生前親人的活動，產生依戀人間的念頭，阻礙亡魂前往投胎輪迴。
據傳，回魂夜的香燭只有部分燒盡，是代表去世的親人拿走部分香燭上路，餘下的香燭代表福蔭，留給陽世的家人享用。 亦有相傳亡魂在「頭七」當天的子時回家，親屬在第六天晚上做頭七法事時，應在家中燒一個梯子狀的東西，讓亡魂可以順著「天梯」去到天上。
另有說法指回魂夜共有兩晚，第一晚是「私歸」，亡魂可以自行回家；第二晚是「正歸」，亡魂會有牛頭馬面、大小二鬼陪行，天亮便要隨之上路。 民間傳說亡魂回家會有「凶煞」，所以生人睡前要將剪刀或其他利器放在床頭，第二天起身先將剪刀或利器擲在地上，才可在屋內下床走動，此舉是避免仍有凶煞留在屋內，謂之「出煞」。

## 參閲
- 煞（「殺」的異體俗字，同「殺」）
- 灵魂
- 鬼
- 魂魄
- 中有、乾闼婆
- 三魂七魄
- 亡人落道（天道、地道、人道、佛道、鬼道、畜道）